# Hamlet (Thomas operája)

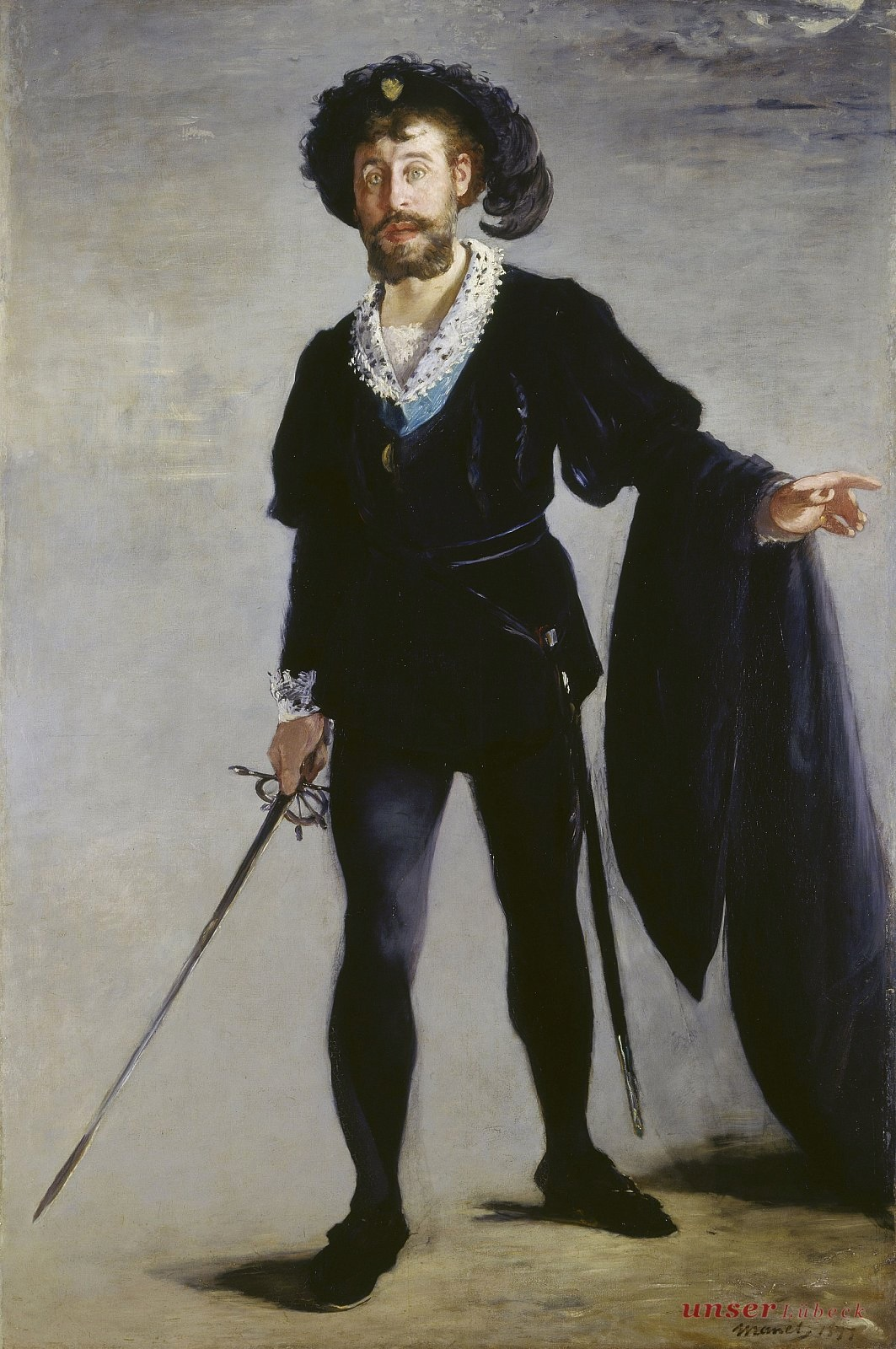
Jean-Baptiste Faure, az első Hamlet.
Édouard Manet festménye (1877)

A Hamlet Ambroise Thomas operája öt felvonásban, hét képben. A szerzőnek a Mignon mellett legismertebb műve. Szövegét Jules Barbier és Michel Carré írta. Ősbemutatója 1868. március 9-én, a párizsi Le Peletier-operában volt, a mai Nagyopera elődjében.
A következő évben már játszották Lipcsében, Londonban. Néhány éven belül minden jelentősebb európai városban előadták (1871: Brüsszel, 1872: Prága, Szentpétervár, 1873: Berlin, Bécs, 1875: Genf, 1881: Koppenhága, 1882: Barcelona), de a téma „erőtlen” feldolgozása miatt népszerűségben sohasem érte utol a Mignont.
A magyarországi bemutató a pesti Nemzeti Színházban volt 1870. január 19-én, az Operaház 1885. augusztus 16-án mutatta be, utoljára 1926. április 28-án játszotta. (Jellemző a minőségi és népszerűségi különbségre, hogy a két helyen együttvéve a Hamletet 146-szor, a Mignont 283-szor játszották.) A Népopera 1913. április 15-én mutatta be, a huszonnégy éves Reiner Frigyes vezényletével, Titta Ruffóval a címszerepben. Sok előadást itt sem ért meg. A budapesti felújítások – a világ más részeihez hasonlóan – mindig egy jelentős baritonista felbukkanásához kapcsolódtak, mert ez a mű előadásának alapfeltétele.
Európán kívül először New Yorkban játszották 1872-ben. Négy év múlva Buenos Airesben is színre került.

## Az opera keletkezése

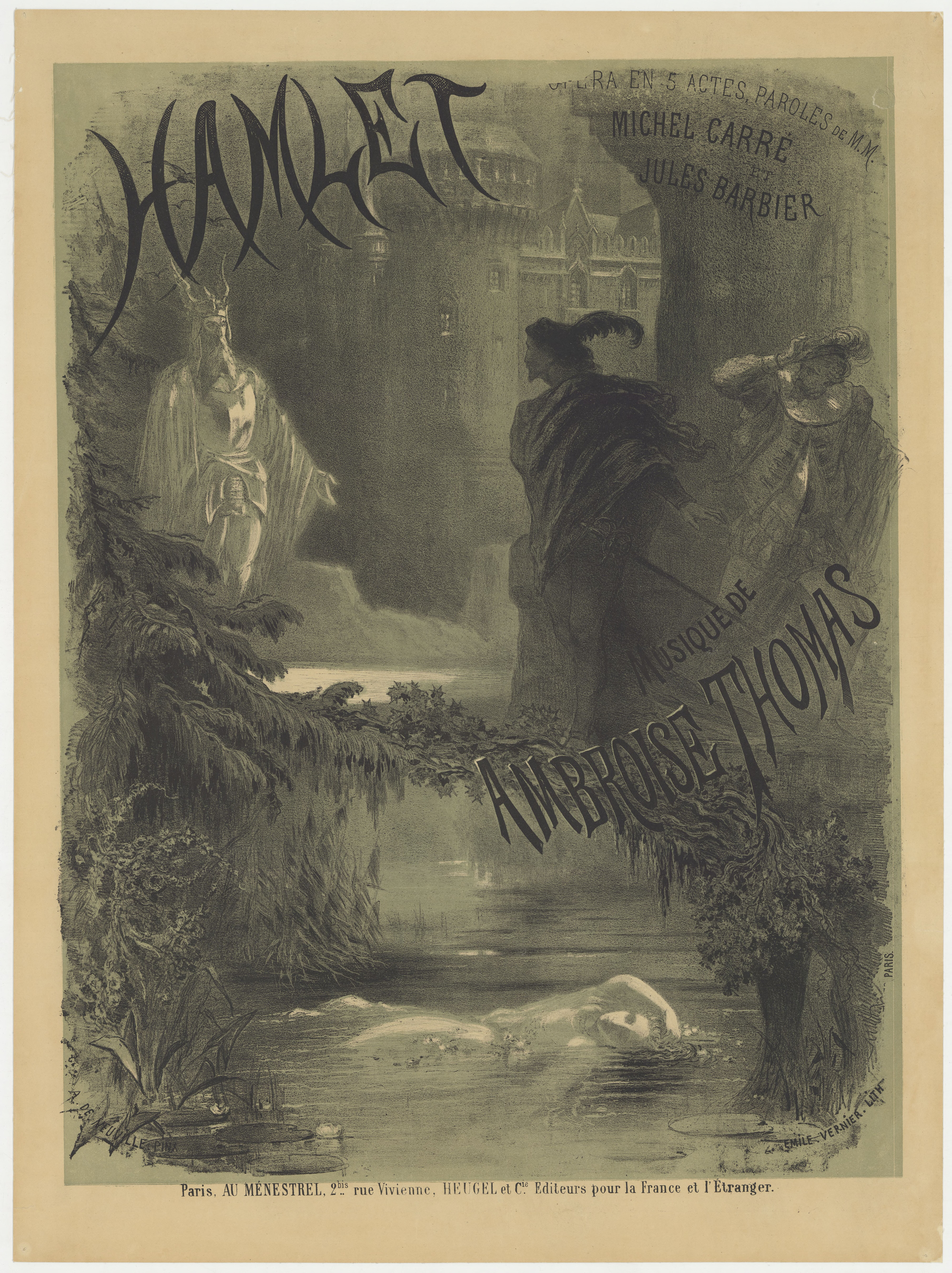
Az ősbemutató plakátja

Az összeszokott librettista-páros nem Shakespeare eredeti művét vette alapul, hanem Alexandre Dumas père 1847-ben bemutatott „fordítását”, ami alaposan lebutította az angol drámát (igaz, még mindig jobb, mint a 18. századi francia fordítás). A szereplők jelentős része is eltűnt (mint pl. Rosencrantz és Guildernstern). Barbier és Carré ezt a verziót dolgozta „tovább” a francia nagyopera szigorú formai követelményeinek megfelelően. Valószínűleg 1859-ben juttatták el Thomas-hoz a szövegkönyvet.
A komponálás körülményeiről keveset lehet tudni. A Nagyopera igazgatójának egy 1863-as leveléből sejthető, hogy ekkorra elkészült a zene, a bemutatóig hátralévő évek az ideális Ophelia és Hamlet megtalálásával telt. A címszerep eredetileg tenorra íródott, de megfelelő énekes híján baritonra transzponálták, a bemutatón fr:Jean-Baptiste Faure (1830–1914) énekelte.

## Személyek
| HAMLET CLAUDIUS, A holt király szelleme POLONIUS, LAERTES, MARCELLUS, HORATIO, Első sírásó Második sírásó GERTRUD, OPHELIA, | ... ... ... Dánia királya ... ... ... főkamarás Polonius fia hivatalnok, Hamlet barátja ... ... ... Dánia királynéja és Hamlet anyja Polonius lánya | bariton basszus tenor basszus bariton tenor mezzoszoprán szoprán |

Nemes urak, úrnők, katonák, színészek, szolgák, dán parasztok

## Cselekmény
Hely: Helsingør

### Első felvonás
1.kép A palota egyik terme.
Két hónappal Dánia királyának halála után az özvegy királyné máris házasságot köt néhai férje bátyjával, Claudiusszal. Az ünneplők elvonulása után Hamlet szemére hányja anyjának, Gertrudnak a gyász gyors feladásáért. Megjelenik a királyfiba szerelmes Ophelia, aki attól tart, elküldik az udvarból Hamletet. Belép Laertes, hogy elbúcsúzzon, mielőtt norvégiai küldetésébe indul. Hamletet hiába kérlelik, hogy csatlakozzon a még mindig tartó lakodalmi ünnepséghez.
2. kép Az eszplanád éjjel. háttérben a kivilágított palota.
Hamlet Horatióval és Marcellusszal találkozik az éjszaka sötétjében. A királyfi barátjai elmonják, múlt éjjel látták itt apja szellemét. Mikor Hamlet újra magára marad és éjfélt üt az óra, megjelenik a kísértet, s elmondja: Claudius mérgezte meg őt. Bosszúállásra kéri fiát, aki megesküszik, hogy megteszi.

### Második felvonás

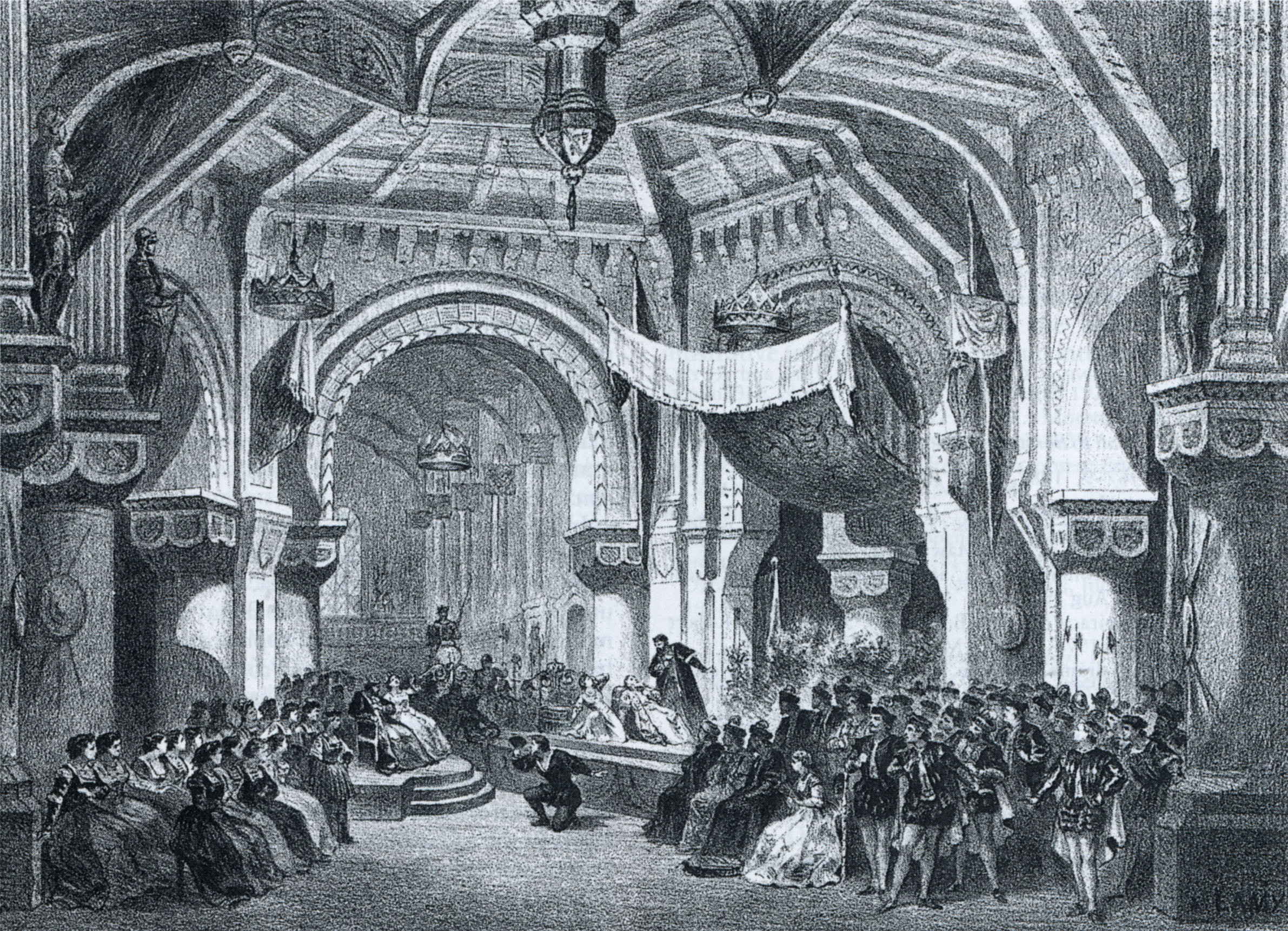
A színjáték (II. felvonás 2. kép) az ősbemutatón

1. kép A palota kertje. 
Opheliát elkeseríti Hamlet iránta való közönye. Szeretné elhagyni a királyi udvart, de Gertrud úgy véli, segíthet a királyfi vigasztalásában. Claudius lép be, a királynéval Hamlet különös viselkedéséről beszélgetnek. Gertrud szerint már felfedezte a gyilkosságot, de az új király szerint egyszerűen megtébolyodott. Belép Hamlet, ingerülten tiltja meg Claudiusnak, hogy fiának nevezze. Bejelenti, este egy színtársulattal előadatja a Gonzago-merénylet című darabot. Reméli, hogy apja gyilkosa magára ismer az előadás közben. Hogy valódi szándékát leplezze, bolondnak tetteti magát, és inni hívja a színészeket.
2. kép A palota nagyterme, ünnepi kivilágításban; jobbra a királyi trón.
A színtársulat előadja a darabot az udvar előtt. Claudius – magára ismerve – dühödten tör ki, mikor a színész-gyilkos elragadja a játékban a koronát. Hamlet ismét bolondot játszva, úgy tesz, mintha nem értené a helyzetet, csupán a színészeket „utánozva” leveszi a király fejéről az uralkodói jelvényt. A megdöbbent udvar előtt bordalt énekel, majd ájultan esik össze. A többiek kimenekülnek a teremből.

### Harmadik felvonás
Szoba a királyné lakrészében.
Hamlet életről és halálról elmélkedik. Mikor Claudius belép, elrejtőzik a helyiségben. A leleplezett gyilkos Istenhez fohászkodik, Hamlet úgy gondolja, ha most ölné meg, mennybe jutna Claudius. A felzaklatott királyt a belépő Polonius nyugtatja, s együtt távoznak. A királyfi megdöbben, hogy az udvaronc tettestárs volt apja megölésében. Gertrud és Ophelia érkezik. A királyné a két fiatal esküvőjét akarja előkészíteni, de Hamlet már nem akar házasodni: kolostorba küldi Opheliát. Magára marad anya és fia. Hamlet a gyilkosságról beszél Gertrudnak, aki – hasztalan – bocsánatért esedezik. Újra megjelenik az apa szelleme, de csak Hamlet látja: figyelmezteti fiát, hogy csak Claudiuson kell besszút állnia. A királyfi a heves vita után otthagyja anyját, aki a  félreértet jelenettel igazolva látja a gyermek őrült voltát.

### Negyedik felvonás

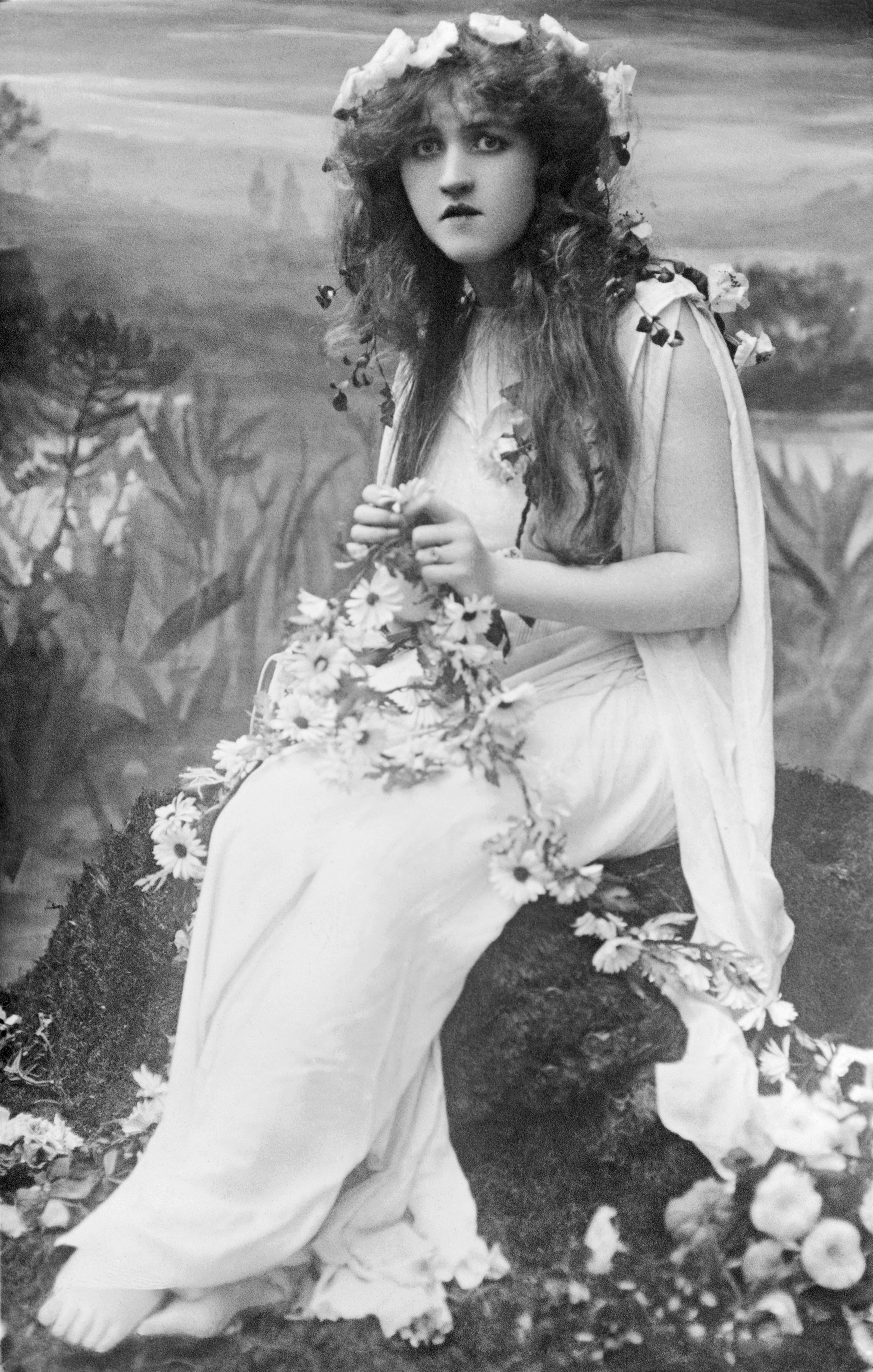
Mignon Nevada (1886–1971) mint Ophelia a IV. felvonásban (1910 körül)

Nagy fákkal árnyékolt mező. Háttérben tó, partján zöldellő rózsabokrokkal.
Parasztfiatalok énekkel, tánccal a tavaszt ünneplik. A zavarodottan megjelenő Ophelia csatlakozik hozzájuk. Már Hamlet hitvesének képzeli magát. Szomorú dalt énekel a villikről, végül maga is hozzájuk hasonlóan a tóba fullad.

### Ötödik felvonás
Helsingør temetője. Ciprusok közt néhány sírkő. A háttérben a város és a tenger látszik.
Két részeg sírásó dalolva dolgozik. Az érkező Hamletnek azt felelik, nem tudják, kinek készül a sír. A még csak Ophelia megőrüléséről tudó királyfi bocsánatért imádkozik. Laertes jön, hogy bosszút álljon húgáért. Párbajukban Hamlet megsebesül.
Gyászmenet hozza a lány holttestét. Hamlet ekkor érti meg, mi történt. Fájdalmában öngyilkosságra készül, mikor apja szelleme ismét megjelenik, hogy megakadályozza. Claudius bocsánatért esedezik, de neki a szellem azt feleli, már késő. Hamlet leszúrja a királyt. Atyja szelleme és a nép az új uralkodóként élteti, de ő csak Ophelia halálán tud keseregni.

## Diszkográfia
- Sherrill Milnes (Hamlet), Dame Joan Sutherland (Ophelia), James Morris (Claudius), Barbara Conrad (Gertrud), Gösta Winbergh (Laertes) stb.; Walesi Nemzeti Opera Ének- és Zenekara, vez. Richard Bonynge (1983) DECCA 433 857-2
- Thomas Hampson (Hamlet), June Anderson (Ophelia), Samuel Ramey (Claudius), Denyce Graves (Gertrud), Gregory Kunde (Laertes) stb.; Ambrosian Singers, Londoni Filharmonikus Zenekar, vez. Antonio de Almeida (1993) EMI 7 29087 2